# Sonepur
Sonepur là một thành phố và là một khu vực quy hoạch (notified area) của quận Saran thuộc bang Bihar, Ấn Độ.

## Nhân khẩu
Theo điều tra dân số năm 2001 của Ấn Độ, Sonepur có dân số 33.389 người. Phái nam chiếm 53% tổng số dân và phái nữ chiếm 47%. Sonepur có tỷ lệ 60% biết đọc biết viết, cao hơn tỷ lệ trung bình toàn quốc là 59,5%: tỷ lệ cho phái nam là 70%, và tỷ lệ cho phái nữ là 48%. Tại Sonepur, 16% dân số nhỏ hơn 6 tuổi.